# Paracaedicia disjuncta
Paracaedicia disjuncta är en insektsart som beskrevs av Heinrich Hugo Karny 1926. Paracaedicia disjuncta ingår i släktet Paracaedicia och familjen vårtbitare. Inga underarter finns listade i Catalogue of Life.